# Popowlany
Popowlany – wieś w Polsce położona w województwie podlaskim, w powiecie białostockim, w gminie Tykocin.
Wieś duchowna Popowlany, własność probostwa tykocińskiego, położona była w 1575 roku w powiecie tykocińskim w ziemi bielskiej województwa podlaskiego. W latach 1975–1998 miejscowość administracyjnie należała do województwa białostockiego.
Wierni kościoła rzymskokatolickiego należą do parafii Parafia Trójcy Przenajświętszej w Tykocinie.